# Richard Wrangham

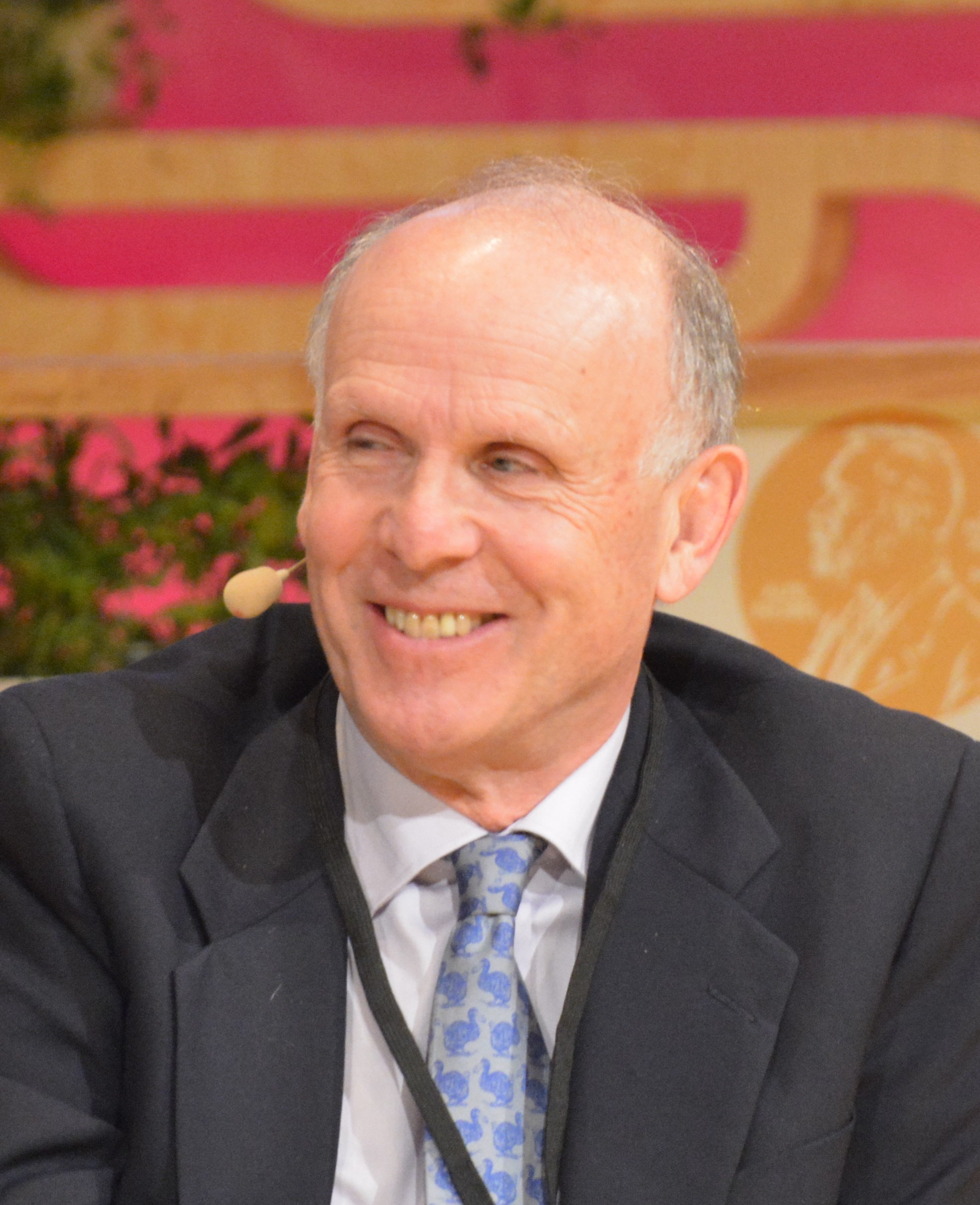
Wrangham (2016)

Richard Wrangham (ur. 1948) – brytyjski prymatolog, profesor antropologii biologicznej na Uniwersytecie Harvarda.
Studiował na Oxford University u Jane Goodall. Doktoryzował się na Cambridge University.
Jego najważniejsze badania dotyczą zachowania szympansów w Parku Narodowym Kibale Forest w Ugandzie (jako członek MacArthur Foundation kieruje badaniami szympansów w zachodniej Ugandzie). Spędził ponad trzydzieści lat badając kultury szympansów żyjących na wolności i porównując kultury szympansów do kultur ludzi. W początkach lat 70. był wśród pierwszych prymatologów, którzy zauważyli u szympansów skłonności do prowadzenia napadów doprowadzających do śmierci w sąsiadujących grupach. Obecne bada zagadnienia ewolucji człowieka na podstawie analizy zachowania małp.
Przeprowadzone przez niego badania terenowe dotyczące zachowania i środowiska szympansów i innych ssaków stanowiły podstawę do napisania kilku książek (m.in. Behavioral Ecology of Chimpanzees in Gombe National Park, Tanzania) i wielu artykułów. Jest współautorem książki Demoniczne samce: Małpy człekokształtne i źródła ludzkiej przemocy napisanej razem z Dale Petersonem. Wśród jego książek warto też wymienić Chimpanzee Cultures (Kultury szympansów) - publikację zredagowaną z grupą prymatologów o międzynarodowej renomie.
W marcu 2008 roku został mianowany na House Mastera w Currier House at Harvard College
Wspólnie z Eloyem Rodriguezem, Wrangham wprowadził koncepcję zoofarmakognozy (ang. zoopharmacognosy). Wragham uważany jest za "jednego z pionierów badań nad samodzielnym leczeniem się przez szympansy".
Wśród najnowszych kursów prowadzonych w Harvardzie z zakresu Biologii Ewolucyjnej Człowieka (Human Evolutionary Biology (HEB)) są HEB 1330 Zachowanie Społeczne Prymatów i HEB 1565 Teorie Przymuszania Płciowego (prowadzony wspólnie z prof. Diane Rosenfeld z Harvard Law School)
Najnowsza praca Wranghama dotyczy roli przyrządzania posiłków w ewolucji człowieka.
Mąż Elizabeth Ross (1980), ma trójkę dzieci.